# هالفورد ماكندر
هالفورد ماكندر (بالإنجليزية: Halford Mackinder) كان السير هالفورد ماكندر (1861-1947) جغرافي بريطاني، متخصص في الجغرافيا السياسية الجيوبوليتكا، في عام 1904 بتأليف الكتاب الشهير ' المحور الجغرافي للتاريخ'، وهو أحد أشهر كتب الجيوبوليتيك في العالم،وهو واضع نظرية قلب اليابس.

## روابط خارجية
- هالفورد ماكندر على موقع الموسوعة البريطانية (الإنجليزية)